# Ortmanniana pectorosa
Actinonaias pectorosa é uma espécie de bivalve da família Unionidae.
É endémica dos Estados Unidos. 